# Жь
Жь – dwuznak cyrylicy wykorzystywany w zapisie języków: abazyńskiego, abchaskiego, adygejskiego i kabardyjskiego. W abchaskim oznacza dźwięk [ʒ], czyli spółgłoskę szczelinową zadziąsłową dźwięczną, a w kabardyjskim [ʒʲ], czyli palatalizowany wariant wyżej wspomnianej spółgłoski. W abazyńskim odpowiada dźwiękowi [ʑ], tj. spółgłosce szczelinowej dziąsłowo-podniebiennej dźwięcznej.

## Kodowanie
| Forma     | Wygląd | Części składowe | Części składowe |
| --------- | ------ | --------------- | --------------- |
| majuskuła | Жь     | U+0416 Ж        | U+044C ь        |
| minuskuła | жь     | U+0436 ж        | U+044C ь        |